# Finale della Coppa delle Coppe 1988-1989
La finale della 29ª edizione della Coppa delle Coppe UEFA è stata disputata il 10 maggio 1989 al Wankdorfstadion di Berna tra Sampdoria e Barcellona. All'incontro hanno assistito circa 45 000 spettatori. La partita, arbitrata dall'inglese George Courtney, ha visto la vittoria per 2-0 del club catalano.

## Il cammino verso la finale
Il Barcellona di Johan Cruyff esordì contro i modesti islandesi del Fram Reykjavík eliminandoli con un risultato complessivo di 7-0. Agli ottavi di finale i polacchi del Lech Poznań, diedero filo da torcere ai catalani che in entrambi gli incontri non andarono oltre l'1-1. Furono dunque necessari i tiri di rigore allo Stadion Miejski e il Barcellona passò il turno grazie alla rete del 5-4 di Aloísio. Ai quarti i Blaugrana affrontarono i danesi dell'Aarhus, battendoli in trasferta 1-0 e impattando al Camp Nou 0-0. In semifinale i bulgari del CSKA Sofia furono sconfitti con un risultato complessivo di 6-3.
La Sampdoria di Vujadin Boškov iniziò il cammino europeo contro gli svedesi dell'IFK Norrköping perdendo 2-1 all'Idrottsparken e ribaltando il risultato al Ferraris vincendo 2-0. Agli ottavi i tedeschi orientali del Carl Zeiss Jena furono sconfitti con un risultato aggregato di 4-2. Ai quarti di finale i Blucerchiati affrontarono i rumeni della Dinamo Bucarest, pareggiando 1-1 in Romania e 0-0 in Italia e ottenendo il passaggio del turno grazie alla regola dei gol fuori casa. In semifinale i competitivi belgi del Malines furono battuti con un risultato totale di 4-2, frutto della sconfitta esterna per 2-1 e della vittoria casalinga per 3-0.

## La partita
A Berna va in scena la finale tra il Barcellona, già vincitore delle edizioni del 1979 e del 1982, e la Sampdoria, alla sua prima finale europea ma che è stata capace di eliminare i campioni in carica del Malines. Il Barcellona è chiaramente favorito, complice anche gli infortuni di Gianluca Vialli e Roberto Mancini nelle file blucerchiate. Dopo nemmeno cinque minuti di gioco, infatti, il Barça passa in vantaggio con un colpo di testa di Julio Salinas. La reazione della Samp è timida e il risultato non cambia per i primi 45 minuti.
Nella ripresa i genovesi ci mettono la buona volontà e si vedono di più in attacco, ma il gioco dei catalani è superiore, e a dieci minuti dal termine Luis María López Rekarte mette a segno il tap-in vincente che consegna la terza Coppa delle Coppe agli Azulgrana.

## Tabellino
| Arbitro: | George Courtney |

|                        |           |  |
| Salinas 4’ Rekarte 80’ | Marcatori |  |

| Barcellona | Sampdoria |

| Barcellona    |    |                          |  |             |
|               |    |                          |  |             |
| POR           | 1  | Andoni Zubizarreta       |  |             |
| DIF           | 5  | Urbano Ortega            |  |             |
| DIF           | 2  | José Ramón Alexanko      |  |             |
| DIF           | 4  | Aloísio                  |  | Ammonizione |
| CEN           | 6  | Guillermo Amor           |  |             |
| DIF           | 4  | Luis Milla               |  | 61’         |
| CEN           | 8  | Eusebio Sacristán        |  |             |
| CEN           | 10 | Roberto                  |  |             |
| ATT           | 9  | Julio Salinas            |  |             |
| ATT           | 7  | Gary Lineker             |  |             |
| ATT           | 11 | Txiki Begiristain        |  | 74’         |
| Sostituzioni: |    |                          |  |             |
| CEN           | 15 | Miquel Soler             |  | 61’         |
| ATT           | 16 | Luis María López Rekarte |  | 74’         |
| Allenatore:   |    |                          |  |             |
| Johan Cruijff |    |                          |  |             |

| Sampdoria      |    |                    |  |     |
|                |    |                    |  |     |
| POR            | 1  | Gianluca Pagliuca  |  |     |
| DIF            | 2  | Moreno Mannini     |  | 27’ |
| DIF            | 5  | Marco Lanna        |  |     |
| DIF            | 4  | Fausto Pari        |  |     |
| DIF            | 6  | Luca Pellegrini    |  | 49’ |
| CEN            | 7  | Víctor Muñoz       |  |     |
| CEN            | 3  | Fausto Salsano     |  |     |
| CEN            | 8  | Toninho Cerezo     |  |     |
| CEN            | 11 | Giuseppe Dossena   |  |     |
| ATT            | 9  | Gianluca Vialli    |  |     |
| ATT            | 10 | Roberto Mancini    |  |     |
| Sostituzioni:  |    |                    |  |     |
| DIF            | 13 | Stefano Pellegrini |  | 27’ |
| CEN            | 14 | Fulvio Bonomi      |  | 49’ |
| Allenatore:    |    |                    |  |     |
| Vujadin Boškov |    |                    |  |     |